# Козырь, Леонид Иванович
Леонид Иванович Козырь (1930—1995) — советский и российский поэт.

## Биография
Леонид Козырь родился 22 сентября 1930 года в городе Нежине (ныне — Черниговская область Украины). Окончил специальную школу Военно-воздушных сил в Киеве и Иркутское военное авиатехническое училище, после чего служил в различных частях в Сибири, на Дальнем Востоке, в Прибалтике. Позднее стал военным журналистом, трудился в газетах «Страж Балтики» и «За Родину». В 1958 году в звании майора Козырь был уволен в запас по сокращению Советской Армии.
После увольнения в запас жил и работал в Смоленске. Длительное время работал в газете «Рабочий путь», прошёл путь от литературного сотрудника до заместителя ответственного секретаря. В 1980—1988 годах Козырь руководил Смоленской областной организацией Союза писателей СССР, в 1992—1995 годах — Союза российских писателей. Был организатором и руководителем Смоленского отделения Российского фонда милосердия и здоровья. Умер 7 июля 1995 года, похоронен на Братском кладбище Смоленска.

## Творчество
Является автором ряда сборников стихов, очерков, сценариев для передач о Смоленщине по телевидению и радио. Среди наиболее известных его книг:
- Ваш однополчанин. Воениздат, 1963.
- Ливни и радуги, 1966.
- Ярь, 1972.
- Листок на асфальте, 1969.
- Весть, 1985.
- Земляне, 1980.
- Цвет папоротника, 1980.
- Синедоль, 1986.
- Зовы, 1995.